# Електромагнитен спектър
Спектър пренасочва насам.  За други значения вижте Спектър (пояснение).
Електромагнитен спектър се нарича диапазонът (обхватът) на всички възможни електромагнитни излъчвания. Също така под електромагнитен спектър (обикновено – само спектър) на даден обект се разбира обхватът на електромагнитното излъчване, който той излъчва (емисионен спектър), отразява, пропуска или поглъща (абсорбционен спектър). В тесен смисъл това е разпределението на енергията на електромагнитното излъчване от източник по честота, дължина на вълната или друг подобен параметър.
Той обхваща всички възможни честоти – от радиочестоти от няколко херца (дълговълновата граница на спектъра) до честотите на гама-лъчите (късовълновата граница на спектъра), покривайки дължини на вълната с размер от хиляди километри до такива, съизмерими с размера на атомите и по-малки. Например 22-годишният цикъл на слънчевите петна произвежда лъчение с период 22 години или честота 1,4×10-9 Hz. Като пример за другата крайност могат да се вземат фотони с произволно висока честота, които може да възникнат при анихилация на електрони с позитрони с достатъчно висока енергия. Фотони с честота 1024 Hz могат да се произведат със съвременни ускорители на частици. В нашата Вселена границата на най-късите вълни изглежда е дължината на Планк {\displaystyle l_{P}={\sqrt {\frac {\hbar G}{c^{3}}}}} (виж Единици на Планк), а на най-дългите вълни е самата Вселена (виж космология), въпреки че спектърът е принципно безкраен.
Електромагнитният спектър е една от разновидностите на физическите спектри. Той се регистрира експериментално чрез детектиране на интензивността на излъчване в тесни, равноотдалечени спектрални интервали от спектъра на сигнала (например с помощта на монохроматор). Характеризира се със спектрална плътност. Възможни измерителни единици: {\displaystyle {\frac {J/m^{3}}{Hz}}}, {\displaystyle {\frac {J/m^{3}}{m}}} и други, често дадени в относителни безразмерни единици. 

## Връзка между енергия, честота и дължина на вълната
Електромагнитните вълни с определена дължина на вълната λ (във вакуум) имат съответна честота {\displaystyle f} (или {\displaystyle \nu }) и енергия на фотона {\displaystyle E}. Затова електромагнитният спектър може да се опише еднакво добре като функция на коя да е от тези три величини. Връзката между тях се описва с уравненията: 
{\displaystyle \lambda ={\frac {c}{f}}\,\!}
и
{\displaystyle E=h\nu \,\!}
където:
- {\displaystyle c} е скоростта на светлината във вакуум и има стойност {\displaystyle c=299\ 792\ 458\ m/s\ \approx \ 300\ 000\ km/s}.
- {\displaystyle h} е константата на Планк, {\displaystyle h\approx 6,626069\cdot 10^{-34}\ {\mbox{J}}\cdot {\mbox{s}}\approx 4,13567\ \mathrm {\mu } {\mbox{eV}}/{\mbox{GHz}}}.

Прецизни експериментални измервания доказват, че скоростта на електромагнитната вълна и в частност скоростта на светлината не зависи от честотата ѝ.

## Спектър на различни обекти
Почти всички обекти във Вселената излъчват, отразяват и/или пропускат някаква светлина (едно хипотетично изключение може да бъде тъмната материя). Разпределението на тази светлина в електромагнитния спектър (наричано спектър на обекта) се определя от състава на обекта. Могат да се наблюдават два вида спектър в зависимост от природата на излъчването на обекта:
- Ако спектърът се състои от собственото излъчване на самия обект, той се нарича спектър на излъчване или емисионен спектър.
  - Частен случай на този е спектърът на абсолютно черното тяло.
- Ако спектърът е резултат от облъчването на обекта със светлина, част от която обектът пропуска, а друга поглъща, той се нарича спектър на поглъщане или абсорбционен спектър.

Електромагнитната спектроскопия е раздел от физиката, който се занимава с качественото и/или количествено анализиране на едно вещество по спектъра му.

## Радиовълни
Радиовълните са електромагнитни вълни с дължини на вълната от 0,1 mm до 100 km. Те се излъчват и приемат чрез радиоантени с подходящи размери (според принципа на резонанса). Те служат за предаване на данни, чрез модулация. Телевизията, мобилните телефони, безжичните мрежи, радиолюбителските комуникации се основават на принципа на предаването и приемането на радиовълни.
Най-важната характеристика при използване на диапазон от електромагнитния спектър е способът за разпространение на електромагнитните трептения. За комуникационната техника това е основен въпрос, защото от това зависи разпространението на радиовълните, отслабването на сигнала с периода и дълбочината на затихването в мястото на прием, както и съвместимостта на различните технически средства за едновременна работа в ефир на определени работни честоти. За пълноценно използване на радиочестотния спектър се налага да се направи условно деление на радиовълните в работни диапазони, като основния критерии са способите за разпространението им. 
Създаден е международен регламент за деление по честоти и диапазони на радиочестотния спектър и е приет за използване за радиосъобщенията и комуникационната техника. 
| Номер | Честотен диапазон           | Честотна лента | Дължина на вълната  | Название на радиовълните         |
| ----- | --------------------------- | -------------- | ------------------- | -------------------------------- |
| 1     | Крайно ниски (ELF)          | 3 – 30 Hz      | 100 000 – 10 000 km | Декамегаметрови (DMMW)           |
| 2     | Свръх ниски честоти (SLF)   | 30 – 300 Hz    | 10 000 – 1000 km    | Мегаметрови вълни (MMW)          |
| 3     | Инфраниски честоти (ILF)    | 0,3 – 3 kHz    | 1000 – 100 km       | Хектокилометрови вълни (HKMW)    |
| 4     | Много ниски честоти (VLF)   | 3 – 30 kHz     | 100 – 10 km         | Мириаметрови вълни (SLW)         |
| 5     | Ниски честоти (LF)          | 30 – 300 kHz   | 10 – 1 km           | Километрови вълни (дълги) (LW)   |
| 6     | Средни честоти (MF)         | 0,3 – 3 MHz    | 1000 – 100 m        | Хектометрови вълни (средни) (MW) |
| 7     | Високи честоти (HF)         | 3 – 30 MHz     | 100 – 10 m          | Декаметрови вълни (къси)(SW)     |
| 8     | Много високи честоти (VHF)  | 30 – 300 MHz   | 10 – 1 m            | Метрови вълни (MtW)              |
| 9     | Ултрависоки честоти (UHF)   | 0,3 – 3 GHz    | 100 – 10 cm         | Дециметрови вълни (DW)           |
| 10    | Свръхвисоки честоти (SHF)   | 3 – 30 GHz     | 10 – 1 cm           | Сантиметрови вълни (CMW)         |
| 11    | Крайно високи честоти (EHF) | 30 – 300 GHz   | 10 – 1 mm           | Милиметрови вълни (MMW)          |
| 12    | Хипервисоки честоти (HHF)   | 0,3 – 30 THz   | 1 – 0,1 mm          | Децимилиметрови вълни (DMW)      |

Ултракъсите вълни (УКВ, USW) са радиовълни с дължина λ = 10 m – 0,1 mm и заемат обхвата от честоти от 30 MHz до 30 THz.

### Микровълни
Микровълните включват дециметровия, сантиметровия и милиметровия диапазони на радиовълните с дължина на вълната приблизително в диапазона от 1 m до 1 mm, съответно честота от 300 MHz до 300 GHz. Това са ултрависоките (УВЧ), свръхвисоките (СВЧ) и крайновисоките (КВЧ) честоти, но обикновено се наричат общо с понятието СВЧ. Микровълните са вълни, които са достатъчно къси, за да се осъществи предаването им по дълги линии (двупроводна симетрична, коаксиална, вълноводна, лентова или микролентова) с подходящи размери. Микровълновата енергия се произвежда от електронните лампи клистрон и магнетрон или с полупроводникови диоди като диод на Гън и ИМПАТ диод. Микровълните се абсорбират от молекулите в течности (които имат диполен момент). В микровълновата фурна този ефект се използва за затопляне на храна. Микровълново лъчение с малък интензитет се използва и при безжичните телекомуникации. Трябва да се отбележи, че обикновената микровълнова фурна може да причини смущения (интерференция) в работата на недобре екранирани електромагнитни устройства като мобилни медицински апарати или евтина потребителска електроника. Обхватът 1 – 2 mm се използва и в астрономията.

### Субмилиметрови вълни
Това е областта от спектъра на вълните между микровълните и далечното инфрачервено излъчване с дължини на вълните от 1 mm до 0,1 mm (100 μm). Тези вълни се наричат субмилиметрови или децимилиметрови и имат честоти от 300 GHz до 3 THz. Честотите от 1 до 3 THz се наричат терахерцови и съответстват на дължини на вълните от 0,3 mm до 0,1 mm (300 ÷ 100 μm). Вълновият обхват от приблизително 200 μm до няколко mm е наричан в астрономията подмилиметров обхват. Този вълнов обхват се изследва рядко и в него съществуват едва няколко източника на енергия. Практически приложения на тези вълни се появяват едва напоследък – в комуникациите и снемането на образи. Предложен е стандарт за безжични мрежи в обхвата.

## Инфрачервено излъчване
Инфрачервената част на електромагнитния спектър покрива обхвата от приблизително 3 THz (100 μm) до 400 THz (750 nm). Може да се раздели на три части:
- Далечна инфрачервена област, от 3 THz (100 μm) до 30 THz (10 μm). Долната граница на този обхват може да се класифицира и като субмилиметрови вълни. Това лъчение типично се поглъща от така наречените ротационни преходи на молекулите в газова фаза, от молекулярните движения в течности и от фонони в твърдите тела. Водата в земната атмосфера поглъща (абсорбира) толкова силно в този обхват, че я прави непрозрачна за тези вълни. Има известни обхвати на дължини на вълните обаче („прозорци“) в непрозрачния обхват, които позволяват частично пропускане и могат да се използват в астрономията.

- Средна инфрачервена област, от 30 до 120 THz (от 10 до 2,5 μm). Горещите тела (черно тяло) излъчват силно в този обхват. Лъчението се абсорбира от молекулните вибрационни преходи, когато отделните атоми в молекулата вибрират около своите равновесни положения. Понякога този обхват се нарича област на отпечатък тъй като абсорбционния спектър на средното инфрачервено лъчение е твърде специфичен за дадено химично съединение.

- Близка инфрачервена област от 120 до 400 THz (от 2500 до 750 nm). Използва се в оптичните комуникации. Физическите процеси, характерни за този обхват, са подобни на тези при видимата светлина.

## Видима светлина
| виолетов                                                                                                 | ~ 380 до 430 nm | ~ 790 до 700 THz |
| син | ~ 430 до 500 nm | ~ 700 до 600 THz |
| синьозелен                                                                                               | ~ 500 до 520 nm | ~ 600 до 580 THz |
| зелен | ~ 520 до 565 nm | ~ 580 до 530 THz |
| жълт | ~ 565 до 590 nm | ~ 530 до 510 THz |
| оранжев                                                                                                  | ~ 590 до 625 nm | ~ 510 до 480 THz |
| червен                                                                                                   | ~ 625 до 740 nm | ~ 480 до 405 THz |
| Непрекъснат спектър Спектър на видимата светлина в нанометри Проектиран за монитори с гама-корекция 1,5. |                 |                  |

След инфрачервените лъчи по честота следва видимата светлина. Това е диапазонът, в който Слънцето и звездите излъчват по-голямата част от своето лъчение. Сигурно не е случайно, че човешкото око е чувствително именно към дължините на вълните, които Слънцето излъчва най-интензивно. Видимата светлина (и близкото инфрачервено излъчване) обикновено се абсорбира и излъчва от електроните в молекулите и атомите, които прескачат от едно енергийно ниво към друго. Светлината, която виждаме с очите си, е наистина много малка част от електромагнитния спектър. Небесната дъга например нагледно показва оптичната (видимата) част на електромагнитния спектър. Ако можеха да се видят, инфрачервените лъчи щяха да са разположени след червеното на дъгата, а ултравиолетовите – преди виолетовия край.

## Ултравиолетова светлина
По-висока честота и енергия от видимата светлина има ултравиолетовата (лат. UV). Нейната дължина на вълната е по-малка от дължината на вълната на виолетовата светлина.
Ултравиолетовата светлина притежава много енергия, затова е в състояние да разкъсва химичните връзки, като така прави молекулите необичайно реактивни (йонизира ги). Изгарянето на човешката кожа на слънце например се причинява от разрушителните ефекти на ултравиолетовото лъчение върху клетките на кожата, което може да причини дори рак, в случай че лъчението повреди сложните молекули ДНК в клетките (ултравиолетовата светлина е доказан мутаген). Слънцето излъчва голямо количество ултравиолетова светлина, която бързо би унищожила живота на Земята, ако по-голямата част от това излъчване не се поглъщаше от атмосферния озонов слой, преди да достигне повърхността на Земята.

## Рентгенови лъчи
След ултравиолетовите идват рентгеновите лъчи. Твърдите рентгенови лъчи са с по-къси дължини на вълните от меките. Рентгеновите лъчи се използват за избирателно гледане през дадени обекти (тъкани), както и във високоенергийната физика и астрономия. Неутронните звезди и акреционните дискове около черните дупки излъчват рентгенови лъчи, които позволяват изучаването им.

## Гама лъчи
След твърдите рентгенови лъчи идват гама лъчите. Това са високоенергийни фотони, които се генерират при радиоктивен разпад или други реакции с елементарни частици. Те са полезни на астрономите при изучаването на високоенергийни обекти или региони и намират приложение във физиката поради високопроникващата им способност и добиването им от радиоизотопи.
За отбелязване е, че между видовете електромагнитно излъчване няма точно определени граници. Някои дължини на вълните принадлежат едновременно на две области на спектъра. Например червената светлина наподобява инфрачервеното излъчване, при това тя може да въздейства върху някои химически връзки.